# Округ Елис (Тексас)
Округ Елис (енгл. Ellis County) је округ у америчкој савезној држави Тексас. По попису из 2010. године број становника је 149.610.

## Демографија
Према попису становништва из 2010. у округу је живело 149.610 становника, што је 38.250 (34,3%) становника више него 2000. године.
| Група             | 2000.          | 2010.          |
| Белци             | 79.401 (71,3%) | 97.987 (65,5%) |
| Афроамериканци    | 9.626 (8,6%)   | 13.482 (9,0%)  |
| Азијати           | 392 (0,4%)     | 851 (0,6%)     |
| Хиспаноамериканци | 20.508 (18,4%) | 35.161 (23,5%) |
| Укупно            | 111.360        | 149.610        |